# Ngogwa
Ngogwa è una circoscrizione rurale (rural ward) della Tanzania situata nel distretto urbano di Kahama, regione di Shinyanga. Conta una popolazione di 8 202 abitanti (censimento 2012).